# Zygorhiza
Zygorhiza kochii
Genre
Espèce
Zygorhiza est un genre fossile de baleines primitives appartenant à la famille des Basilosauridae.
Ce taxon ne comporte que l'espèce Zygorhiza kochii qui vivait à l'Éocène supérieur, au Priabonien, il y a environ entre 38 et 34 Ma (millions d'années) aux États-Unis et, en Nouvelle-Zélande au « Bortonien », nom d'étage de la nomenclature néo-zélandaise, équivalent du Bartonien de la nomenclature internationale (Commission internationale de stratigraphie), soit il y a environ entre 41 et 38 Ma.

## Taxinomie

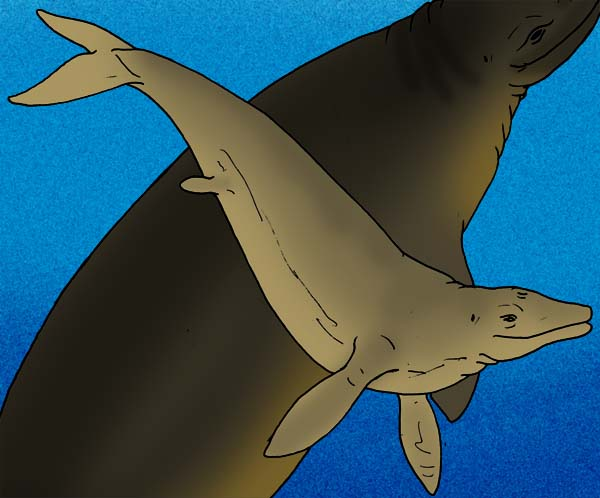
Reconstitution de l'animal.

Le genre Zygorhiza est issu d'une scission du genre Basilosaurus ; la description est effectuée par le mammalogiste Frederick William True en 1908. En 1936, Remington Kellogg fait de plusieurs espèces comme Basilosaurus kochii et Zeuglodon hydrachus des synonymes et les réunit dans l'espèce Zygorhiza kochii. Les différents fossiles qui sont regroupés dans le taxon ont été découverts sur la côte du Golfe, aux États-Unis, en Nouvelle-Zélande et en Égypte.

## Description
Zygorhiza était un prédateur qui mesurait entre 3 et 6 mètres de long et pesait entre 0,9 à 2 tonnes. C'était un proche parent du Basilosaurus.